# Codice penale francese del 1810

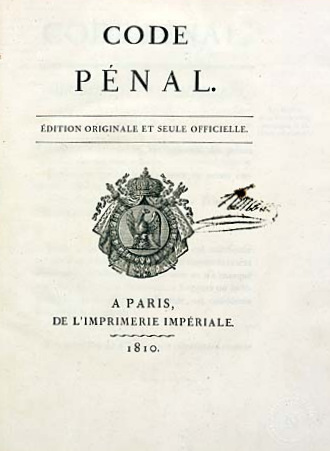
Frontespizio del documento originale del Codice.

Il Code pénal del 1810 è stato il terzo codice penale della Francia dopo i codici rivoluzionari del 1791 e del 1795, ed è rimasto in vigore dal 1811 al 1994, quando è stato sostituito dal vigente Codice penale francese.
È stato l'ultimo dei quattro codici voluti da Napoleone Bonaparte durante il suo Impero ad essere promulgato.

## Vicende storiche
La commissione preparatoria dei nuovi codici penale e di procedura penale fu nominata dal governo consolare il 28 marzo 1801, ed era composta tra gli altri da Guy Jean-Baptiste Target, Réné-Louis Viellard e principalmente da Jean Baptiste Treilhard.
Il Codice di procedura penale (Code d'instruction criminelle) fu approvato nel 1808, mentre per il completamento del codice penale furono necessari altri due anni. In generale, la codificazione napoleonica presenta i caratteri del compromesso tra l'ideale rivoluzionario e le esigenze di conservazione delle conquiste fatte dalla borghesia.

## Contenuti e sistematica
Il codice napoleonico era composto da 484 articoli e strutturato in quattro libri, confermando la tripartizione in delitti, contravvenzioni e crimini introdotta dal Codice del 1791.
Nella parte generale furono fatti salvi tutti i principi illuministi, anche l'irretroattività della legge penale (eccezion fatta per le norme più favorevoli al reo); di fatto però durante l'Impero napoleonico vi fu un discreto uso di legislazione speciale derogatoria alle garanzie.
Per 39 fattispecie di crimini venne mantenuta la sanzione della pena di morte: peraltro in Francia continuarono ad esserci esecuzioni capitali per ghigliottinamento fino alla fine degli anni Settanta, e la pena capitale fu abolita solo il 9 ottobre 1981 grazie alla volontà politica del presidente della Repubblica François Mitterrand.

Per il resto le pene erano i lavori forzati, la deportazione, il carcere, la berlina, il bando, la degradazione civica e la morte civile, la confisca dei beni e la marchiatura a fuoco, reintrodotta dopo essere stata abolita dalla codificazione precedente. Furono anche reintrodotte alcune pene corporali truculente come l'amputazione delle mani o l'esposizione pubblica dei parricidi.
Rispetto ai codici rivoluzionari venne superata la fissità della pena, finalizzata a diminuire la discrezionalità del giudice, e consentito al magistrato di scegliere tra un minimo ed un massimo edittale secondo la circostanza.